# بياتزا ديل بوبولو

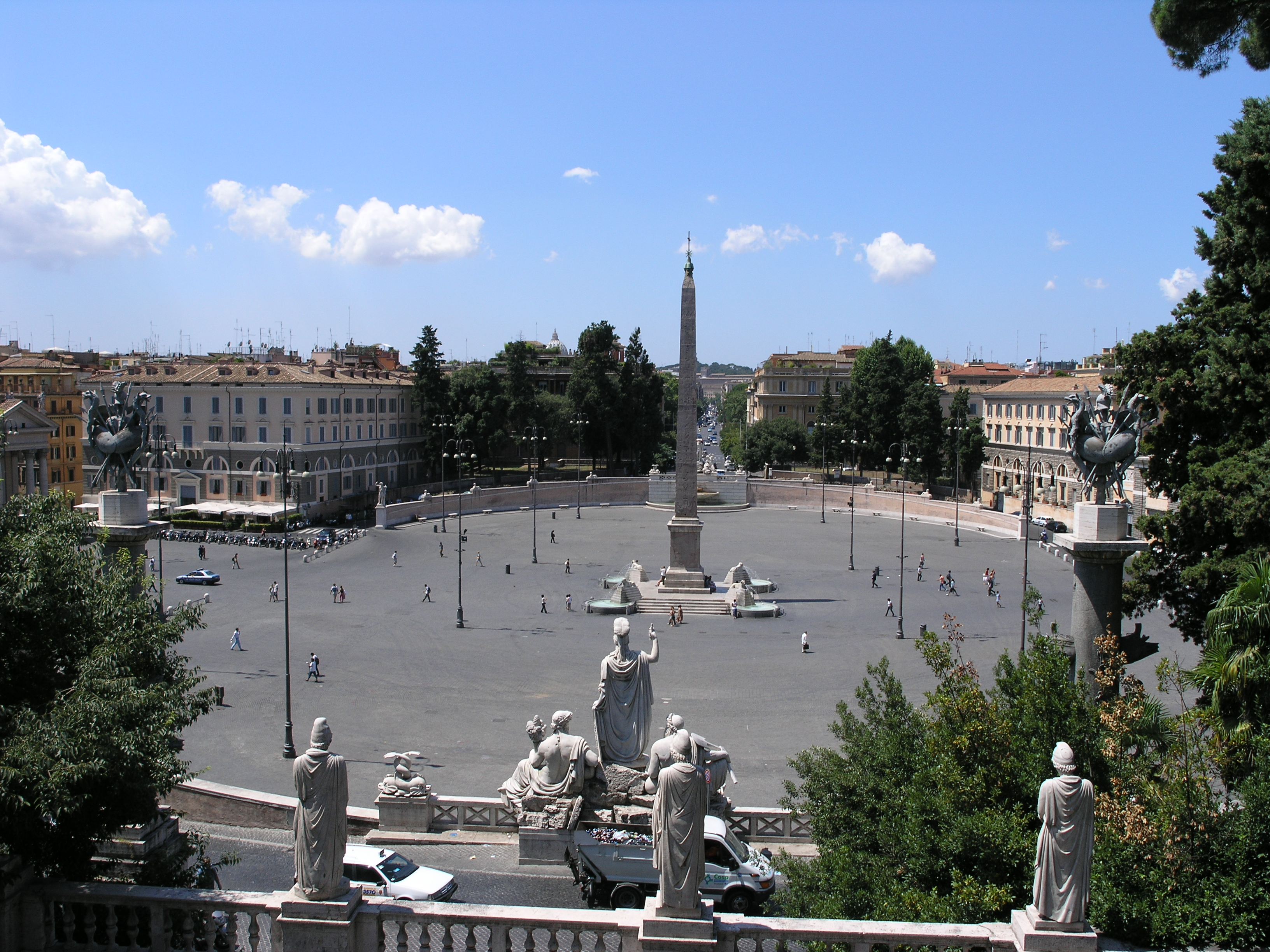
صورة لپياتزا دِل پوپولو بإتجاه الغرب من تلة بنتشيو

بياتزا ديل بوبولو (تلفظ پِياتْزا دِلْ پُوپُولُو، في الإيطالي Piazza del Popolo)  هي ساحة حضرية كبيرة في العاصمة الإيطالية روما. اسم الساحة في اللغة الإيطالية المعاصرة يعني حرفيا «ساحة الشعب»، لكن هذا الاسم مشتق تاريخيا من كلمة الحور (populus في اللاتينية و pioppo في الإيطالية) تيمنا بكنيسة سانتا ماريا ديل بوبولو التي تقع في الركن الشمالي الشرقي من الساحة.
تقع الساحة داخل البوابة الشمالية من الأسوار الأوريليانية  والتي كانت تعرف أيام  روما القديمة  تحت اسم بورتا فلامينيا و التي تسمى الآن  بورتا ديل بوبولو (بوابة الشعب / الحور). كانت هذه البوابة  نقطة انطلاق طريق فلامينيا، وهي أهم طرق روما القديمة المؤدية شمالا إلى مدينة أرمينيوم الرومانية (Ariminum، ريميني المعاصرة). كانت ساحة  بوبولو تستقبل كل مسافر يصل إلى روما قبل عصر السكك الحديدية، واستخدمت كمسرح لتنفيذ أحكام الإعدام لفترة طويلة من الزمن، آخرها تم في سنة 1826.

## تصميم ڤالاديير

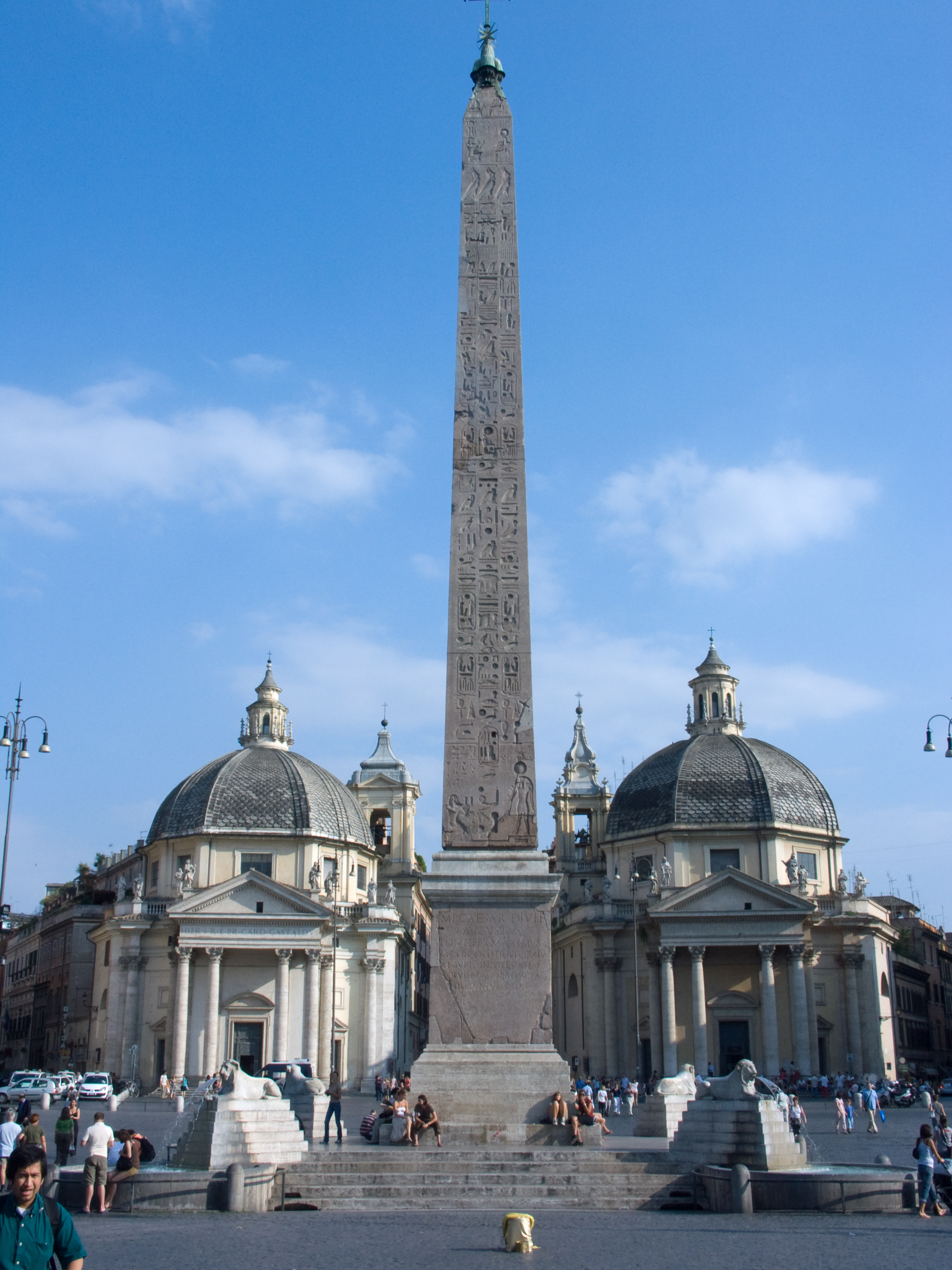
تقوم في وسط الساحة مسلة تعود لفرعون مصر سيتي الأول جلبت من مدينة هليوبوليس القديمة.

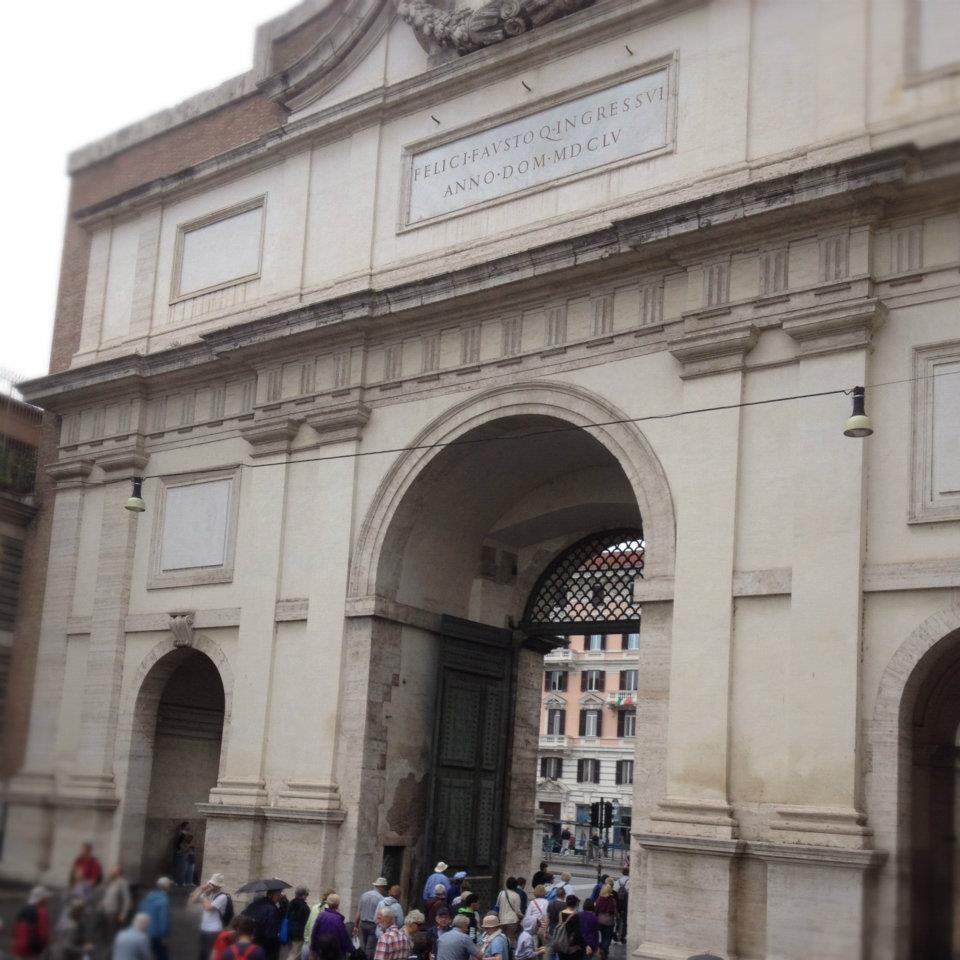
پورتا ديل بوبولو، بوابة مدينة روما المسورة الشمالية.

يعود تصميم الساحة النيو-كلاسيكي إلى المهندس المعماري جيوزيبي ڤالاديير وقد استغرق العمل على الساحة أحد عشر عاما (بين سنتي 1811 و1822).  تضمن العمل إزالة نافورة جياكومو ديلا بورتا المتواضعة والتي أقيمت عام 1572   وهدم بعض المباني العشوائية  والجدران العالية من أجل إفساح المجال لإنشاء الساحة المكونة  من نصفي دائرة، على نمط خطة ساحة القديس بطرس للمهندس المعماري برنيني في الفاتيكان. استبدلت الساحة الجديدة الساحة القديمة الضيقة والتي كانت تتخذ شكل مربع شبه منحرف تتركز على طريق فلامينيا.
أدرج ڤالاديير النبات والأشجار كعنصر أساسي في تصميمه؛ واستخدم تصميمثلاثي الأبعاد تجلى ببناء ممر يؤدي إلى مَطَلّ مرتفع ذات درابزين يتصل بتلة البينتشيو المزدانة بحدائق فيلا بورغيزي.
ترتفع في وسط الساحة مسلة لفرعون مصر سيتي الأول (كان قد رفع رمسيس الثاني هذه المسلة في مدينة أون - هليوبوليس القديمة). ثلاثة من جوانب المسلة نقشت في عهد سيتي الأول، أما الجانب الرابع نقش في عهدرمسيس الثاني. المسلة معروفة باسم مسلة فلامينيو أو  مسلة الشعب (مسلة بوبولو)  و هي ثاني أقدم ومن أطول المسلات في روما (ترتفع  حوالي 24 مترا أو 36 مترا إذا ما تم احتساب القاعدة).  أحضرت المسلة إلى روما سنة 10 قبل الميلاد بأمر من الإمبراطور أوغسطس وتم وضعها في البدء في مدرج ماكسيموس. نقل المهندس معماري دومينيكو فونتانا المسلة إلى ساحة بوبولو القديمة سنة 1589 كجزء من الخطة الحضرية التي وضعها البابا سيكستوس الخامس. كانت الساحة تحتوي أيضا على نافورة مركزية  تم نقلها إلى ساحة نيقوسيا في روما عام 1818 عندما أضيفت نوافير على الطراز المصري القديم  تتضمن أسودا عند  قاعدة المسلة.
تتفرع ثلاثة شوارع من هذا الميدان إلى المدينة، وتشكل ما يسمى ب-il Tridente أي الرمح ثلاثي الشعب. هذه الشوارع هي:
الطريق الأوسط المتفرع من الميدان من الناحية الجنوبية يعرف حاليا بفيا ديل كورسو، وكان يعرف في الأيام الغابرة للإمبراطورية الرومانية بفيا لاتا (Via Lata). يتصل هذا الشارع بفيا فلامينيا المذكورة أنفا إلى الشمال ويمتد جنوبا حتى يلتقي پِياتْزا ڤينيتزيا (ساحة البندقية)، هضبة الكابيتول والساحة  الرومانية.
فيا دي ريبيتّا الذي يتفرع من جنوب غرب الميدان يؤدي إلى ضريح الإمبراطور أغسطس ونهر التيبر. فيا ديل بابوينو يتصل بپِياتْزا دي سبانيا (ساحة إسبانيا) وهو قد سمي نسبة لمنحوتة تمثل الساتير  الروماني سيلانوس البشع المشبه بقرد الرباح  (رباح يعني Babuino بالإيطالية).
إلى شمال الساحة ترتفع بورتا ديل بوبولو  وهي البوابة التي تقع عند بداية طريق فيا فلامينيا. تم إعادة تصميم البوابة لتتخذ مظهرها الحالي من قبل  البابا ألكسندر السابع سنة 1655 على يد المهندس بيرنيني بمناسبة إستقبال كريستينا ملكة السويد في روما عقب اعتناقها الكاثوليكية الرومانية وتنازلها عن عرش مملكة السويد. في الناحية الشمالية للساحة توجد كنيسة سانتا ماريا ديل بوبولو ويواجهها مركزل شرطة تعكس قبته شكل قبة الكنيسة. 

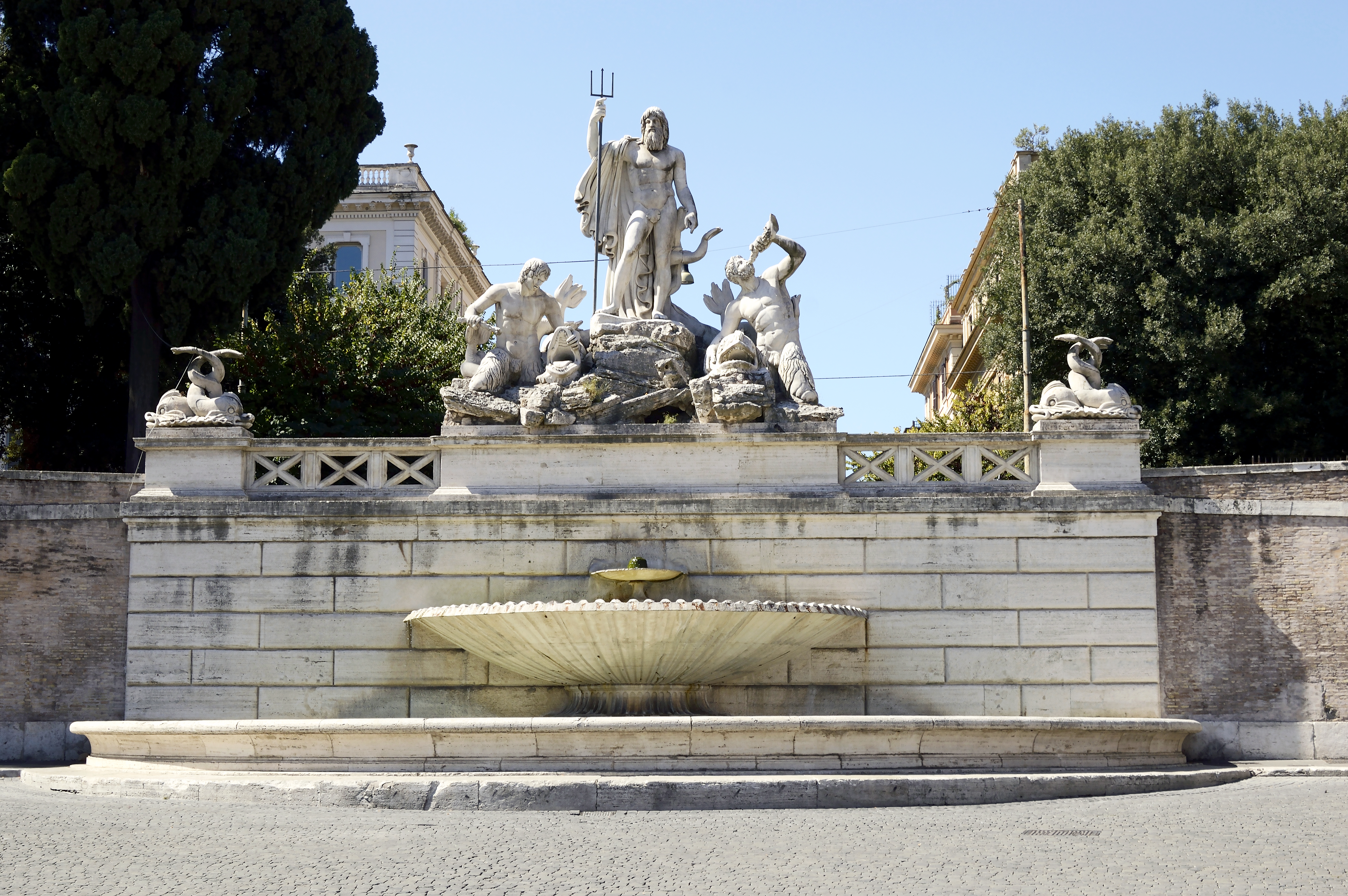
نافورة نبيتون.

شيد ڤالاديير في تخطيطه الحضري قصورا (Palazzi) مطابقة لكي توفر إطارا سينوغرافيا للكنائس التوأم ولتحديد ركني ميدانه. وصمم قصر ثالث وواجهة جديدة لكنيسة سانتا ماريا ديل بوبوله في الزاويتين المقابلتين للقصرين السابقين. حدد  ڤالاديير حدود ساحته البيضاوية الشكل مستخدما حائطا يتخذ شكل شرقية مقوسة تحضن مساحة الساحة الداخلية. زرع المهندس ستارة من الأشجار في الناحية الغربية من حائط الشرقية ليخبئ واجهات بعض المباني غير المتناسقة تقع خارج نطاق ساحته.

### النوافير
اكتمل بناء قناة جر مياه "أكوا ڤيرجيني نووڤو"  في عشرينيات القرن التاسع عشر ما أتاح إنشاء النوافير والأحواض في أحياء روما. شكلت النوافير منذ عصر النهضة  مناسبة لإستعراض الانجازات الهندسية إذ كانت هذه النوافير تحدد مكان انتهاء قنوات جر المياه الضخمة. وكانت تسمى "موسترا" (أي العرض). ليس ما يعطي نافورة  (موسترا) أهميتها هو حجمها أو روعة هندستها  إنما كونها  نصب تذكاري عام يخلد تحقيق القناة."  خطط ڤالاديير إقامة نوافير في الطبقة العليا من منحدر البينتشيو ولكنه لم يتمكن من تنفيذ فكرته لعدم توفر الماء بشكل كاف.
صمم جيوفاني تشيكاريني نوافير بين سنتي 1822 و1823 ، مع تركيبات  مطابقة  تتألف من منحوتات لشخصيات مركزية يحيط بها من الجانبين شخصيتان ثانويتان. ترتفع مجموعاتي المنحوتات التي صممها تشيكاريني على الجانبين الشرقي والغربي للساحة.
- في الجانب الغربي للساحة تقف نافورة نبتيون وهي تمثل الإله الروماني حاملا رمحه ثلاثي الشعب ويتوسط تمثالين لدليفنين.
- في الناحية الشرقية ترتفع مجموعة منحوتات تمثل الإلهة روما وهي تقف بين تمثال يمثل نهر التيبر ونهر الآنييني وفي الخلفية يرتفع منحدر هضبة البينتشيو. تظهر روما في الثمثال مسلحة برمح وخوذة وتقف أمامها ذئبة تطعم الأخوين رومولوس وريموس.

في وسط الساحة تنتصب هو نافورة المسلة المكونة من مجموعة من أربعة نوافيرصغيرة يتكون كل منها من أسد على مصطبة مدرجة. تحيط مجموعة النوافير هذه المسلة الوسطية.

## تخطيط مدنى ثلاثي الأبعاد

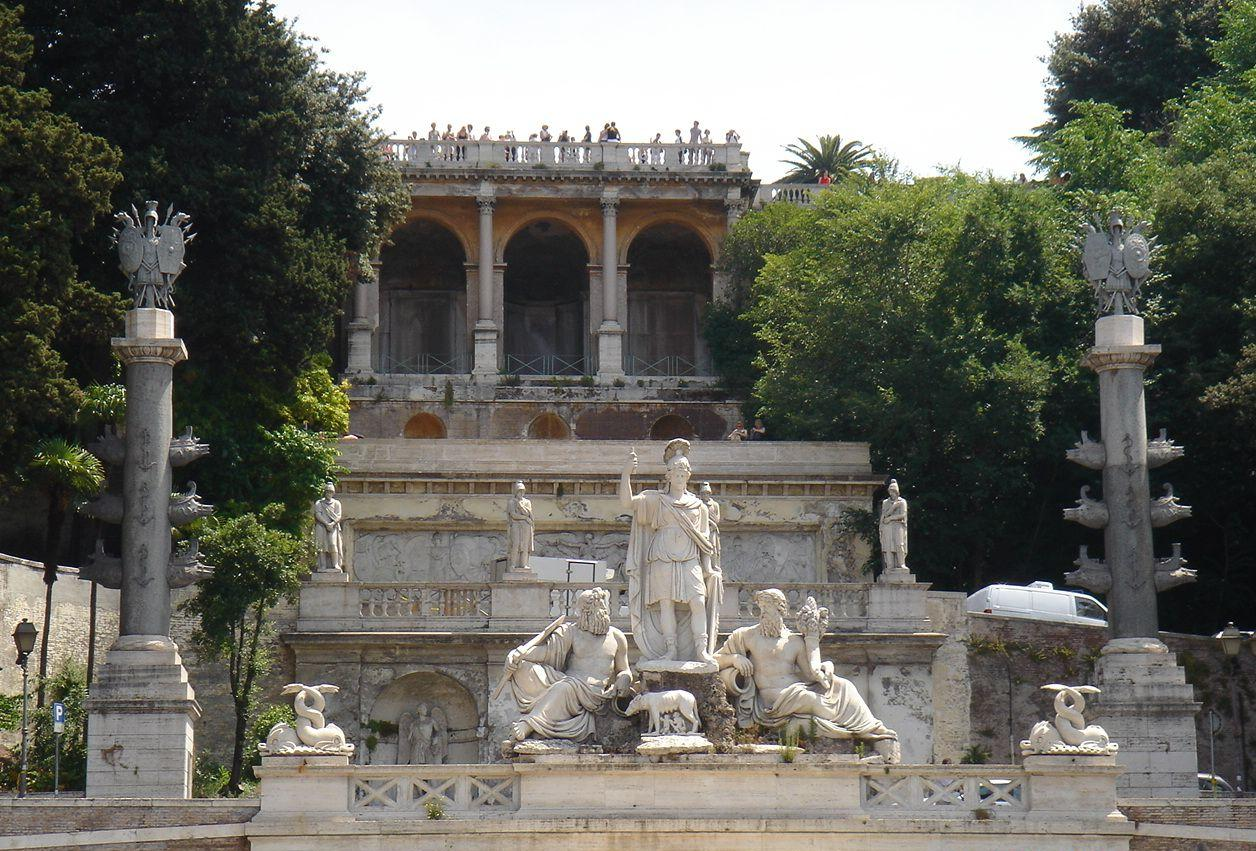
سلسلة أدراج تؤدي من بياتزا ديل بوبولو إلى هضبة البينتشيو شرقي الساحة.

ميز ڤالاديير الساحة بربطها مع مرتفعات هضبة البينتشيو المعروفة في تاريخ روما القديمة والتي تشرف على المدينة من ناحية الشرق. جرف ڤالاديير مدرجات الحدائق غير المنتظمة التابعة للدير الأغوسطيني المتصل مع كنيسة سانتا ماريا ديل بوبولو. شق المهندس في مكان المدرجات طريقا للمركبات يلتف صعودا وممرات للمشاة تمر بجانب شلال تؤدي إلى منتزه البينتشيو حيث أنشأ مَطَلّ مرتفع ذات درابزين يقوم على ثلاثة أقواس. تحتضن أقواس المطل هَيْكَل لحُورِيَّاتِ الْمَاءِ (نيمفايوم). تحتل ساحة واسعة على شكل مصطبة بيضاوية أعلى الهضبة، تطل هذه الساحة المرتفه على محور ساحة بوبولو الشرق-غربي؛ تزدان المصطبة بحدائق من الأشجار توفر رابطا مع حدائق فيلا بورغيزي.
كانت ساحة ديل بوبولو تعاني من ازدحام حركة المرور في بحر من مواقف السيارات. تحولت الساحة إلى منطقة للمشاة.